# Esplosione coulombiana
L'esplosione coulombiana o esplosione di Coulomb è un fenomeno che provoca la disgregazione dei legami inter-molecolari di un liquido o un solido, dopo la ionizzazione, se sottoposti ad un intenso campo elettrico.
Al materiale vengono strappati elettroni dei gusci esterni con la formazione di ioni positivi e sottoposto a campo elettrico. A causa di forze di Coulomb repulsive tra queste specie, il materiale esplode dando luogo a plasma.
L'esplosione di Coulomb è il fenomeno che permette il desorbimento/vaporizzazione degli ioni nella tecnica di spettrometria di massa elettrospray. Per applicazioni industriali il fenomeno è indotto da laser eccitati ad impulsi.